# Dąbrówka Osuchowska
Dąbrówka Osuchowska est une localité polonaise de la gmina de Czermin, située dans le powiat de Mielec en voïvodie des Basses-Carpates.